# Grosse Scheidegg

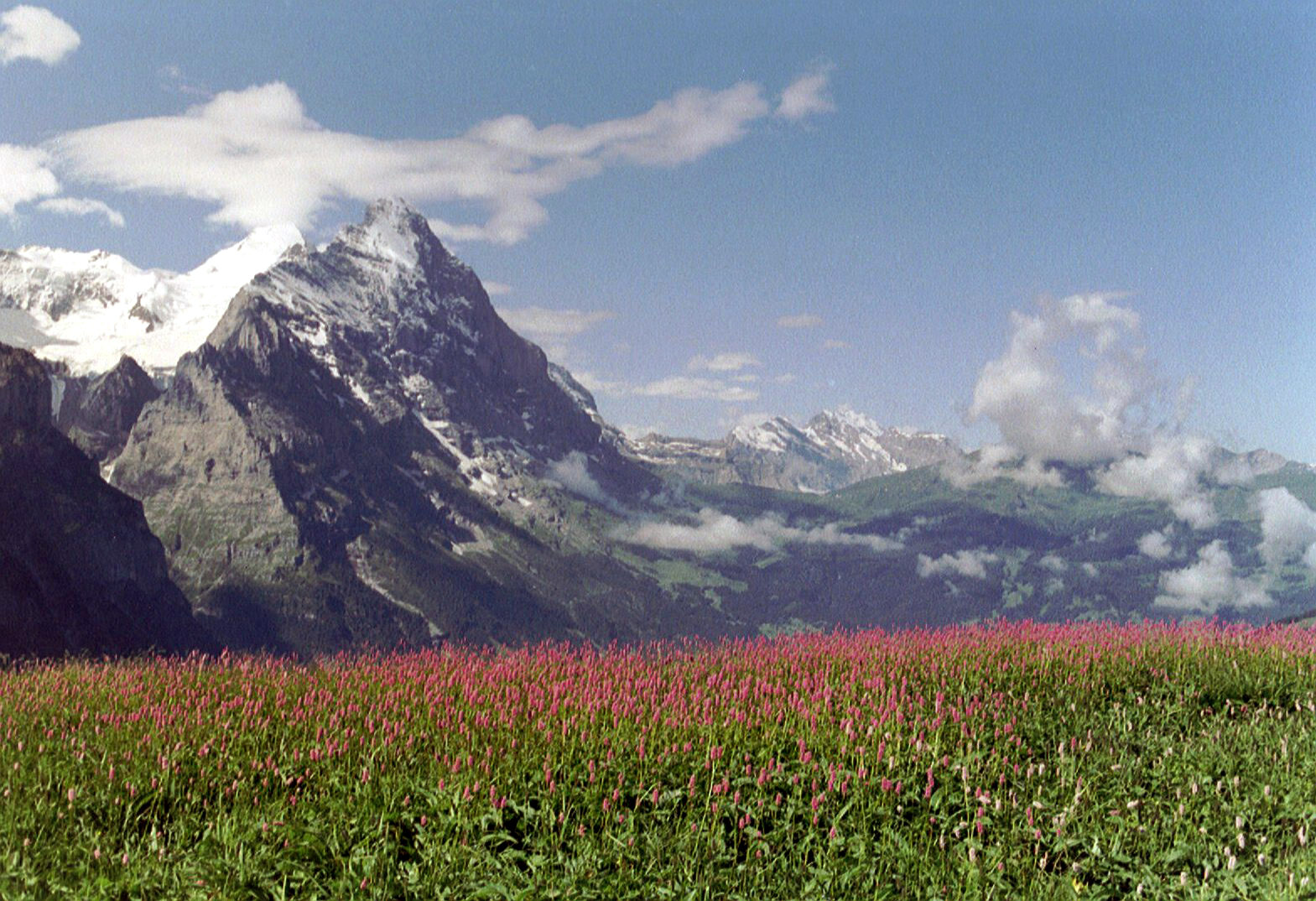
Grosse Scheidegg

Grosse Scheidegg je vysokohorský průsmyk poblíž Grindelwaldu v údolí říčky Schwarze Lütschine a Meiringen v oblasti Haslital (Aare). Průsmyk se nachází ve výšce 1.962 m n. m., z jedné strany ohraničen vrcholem Wetterhorn a z druhé strany Schwarzhorn.
Na straně Grindelwaldu uzavírá Scheidegg širokého údolí s výhledem do údolí a na impozantní okolní skalní stěny Wetterhorn, Schreckhorn a Eiger. Ze severní strany je úzké údolí Reichenbachtal.
Od roku 1979 vede přes Grosse Scheidegg silnice, která spojuje Schwarzwaldalp a ledovec Oberem Grindelwaldgletscher. Pravidelný provoz je obstaráván pouze autobusy v létě i v zimě. Individuální automobilová doprava je povolena pouze pro obyvatele a na zvláštní povolení. Výletní cesta na Grosse Scheidegg je oblíbená mezi cyklisty, v roce 1996 vedla trasa závodu Tour de Suisse poprvé přes Grosse Scheidegg.
V průsmyku se nachází hotel pro ubytování turistů. V zimě jsou k dispozici saňkařské tratě na straně k Schwarzwaldalpu. Na Grosse Scheideggu nejsou žádné lanovky a vleky.
Na rozdíl od Kleine Scheideggu, je Grosse Scheidegg o 99 výškových metrů nižší a je méně navštěvován turisty. Označení velký / grose je pravděpodobně odvozeno od jeho významu přechodu na Haslital, který byl důležitý v minulosti pro spojení s Grindelwaldem ve srovnání s přechodem na Wengen a Lauterbrunnen přes Kleine Scheideg, které vedlo po jiné trase.

## Galerie

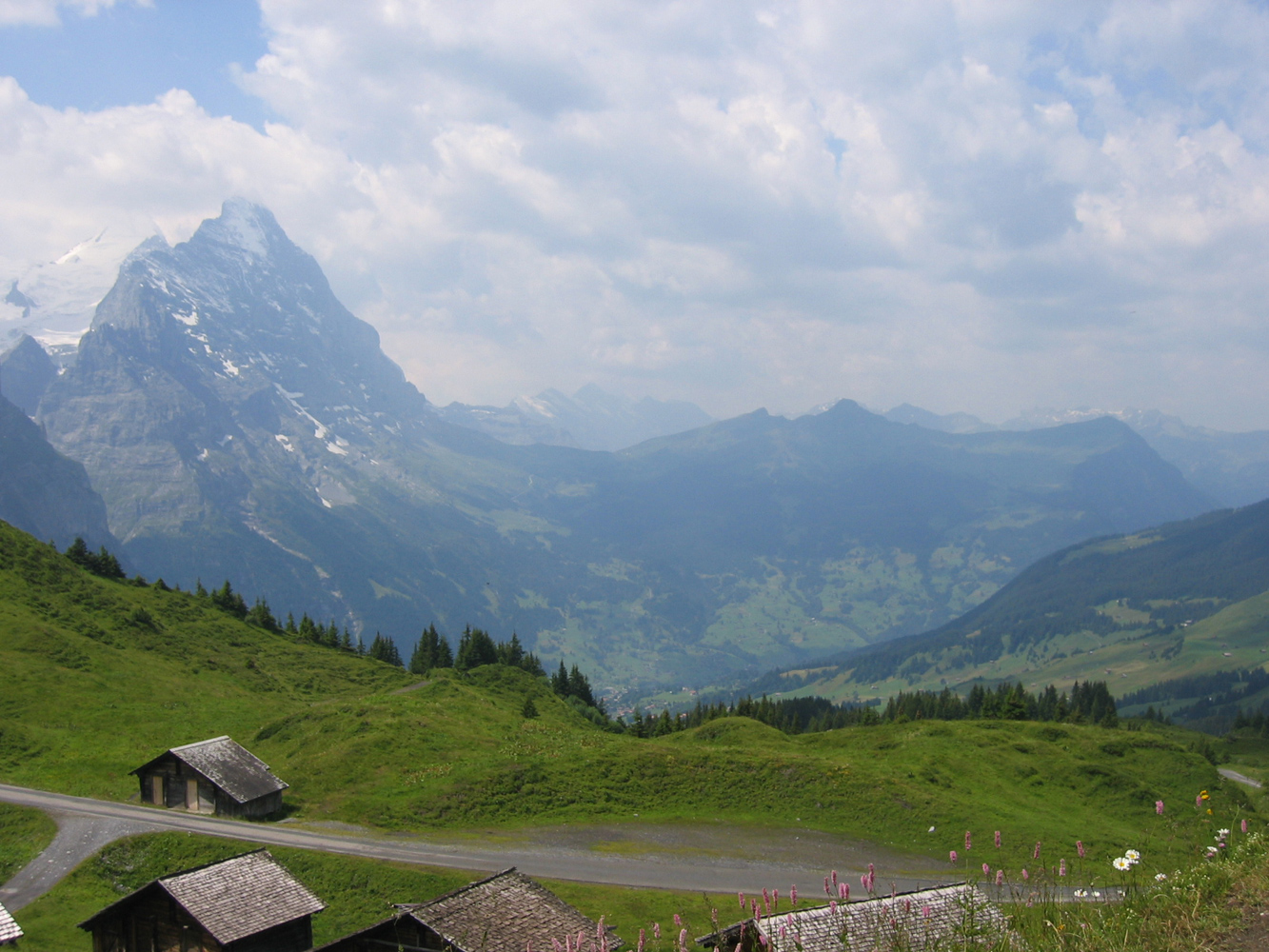
Pohled na Eiger a Grindelwaldtal
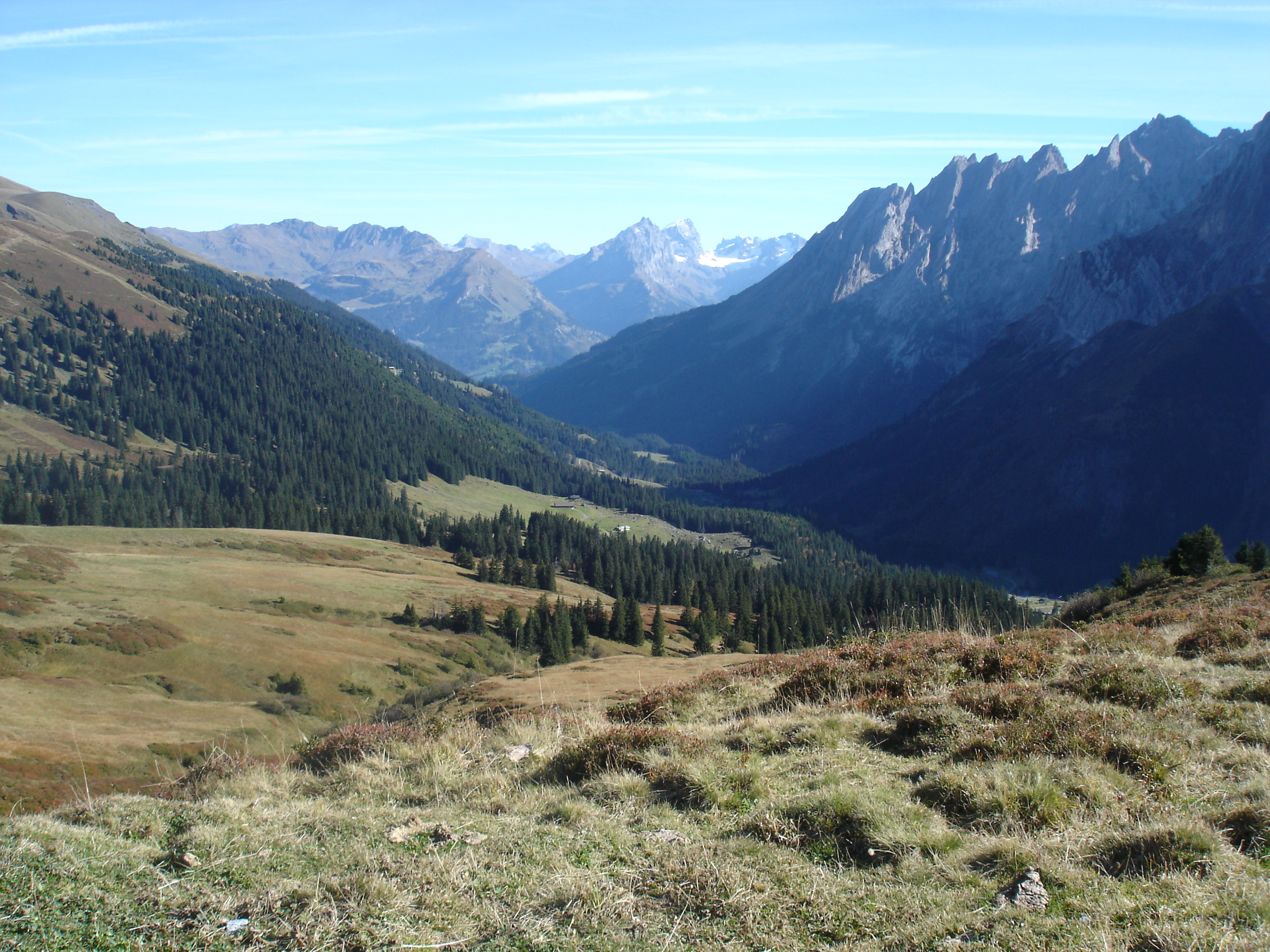
Pohled na východ od Rosenlauital
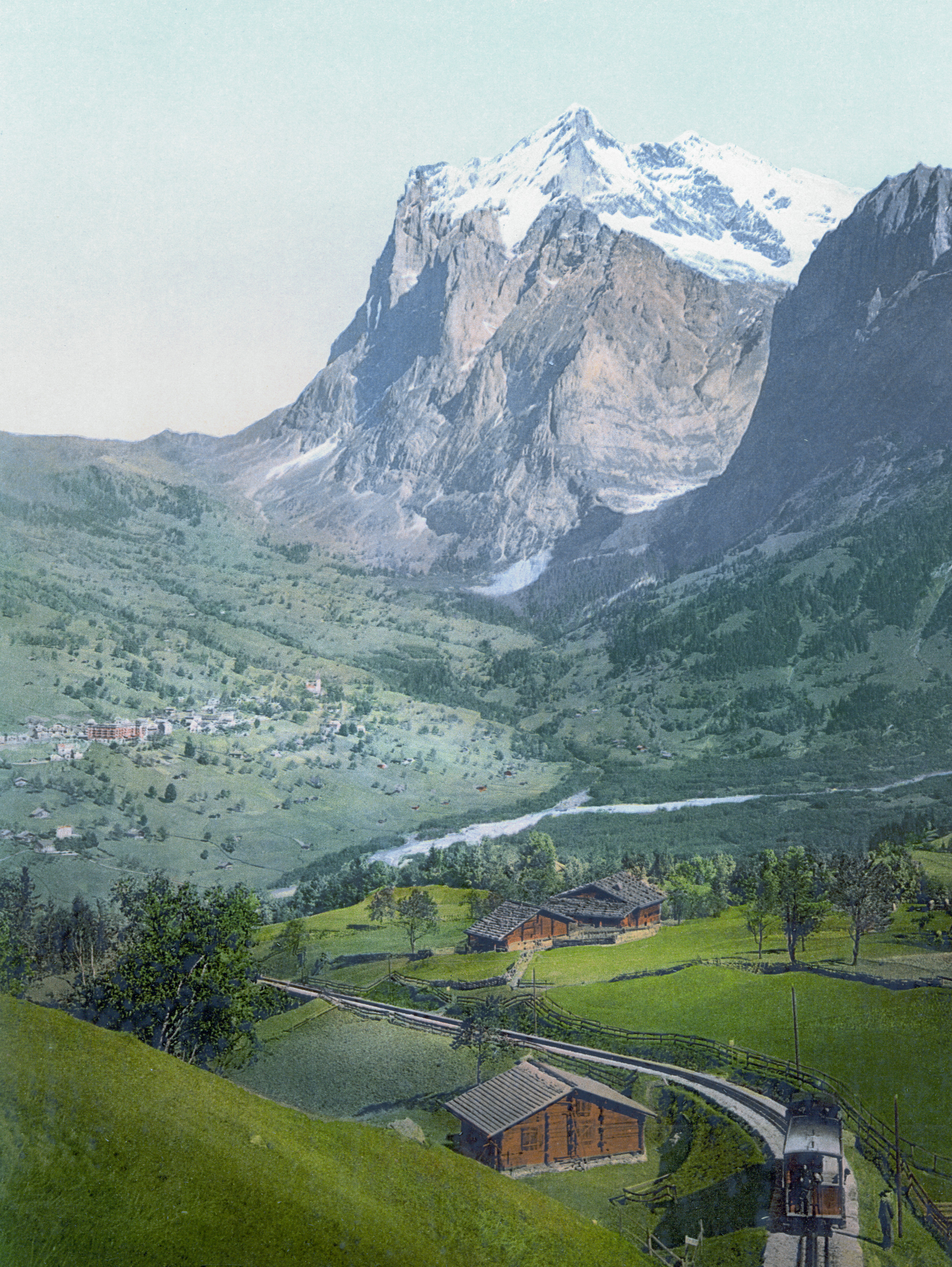
Pohled na Grindelwald, Grosse Scheidegg v levém rohu
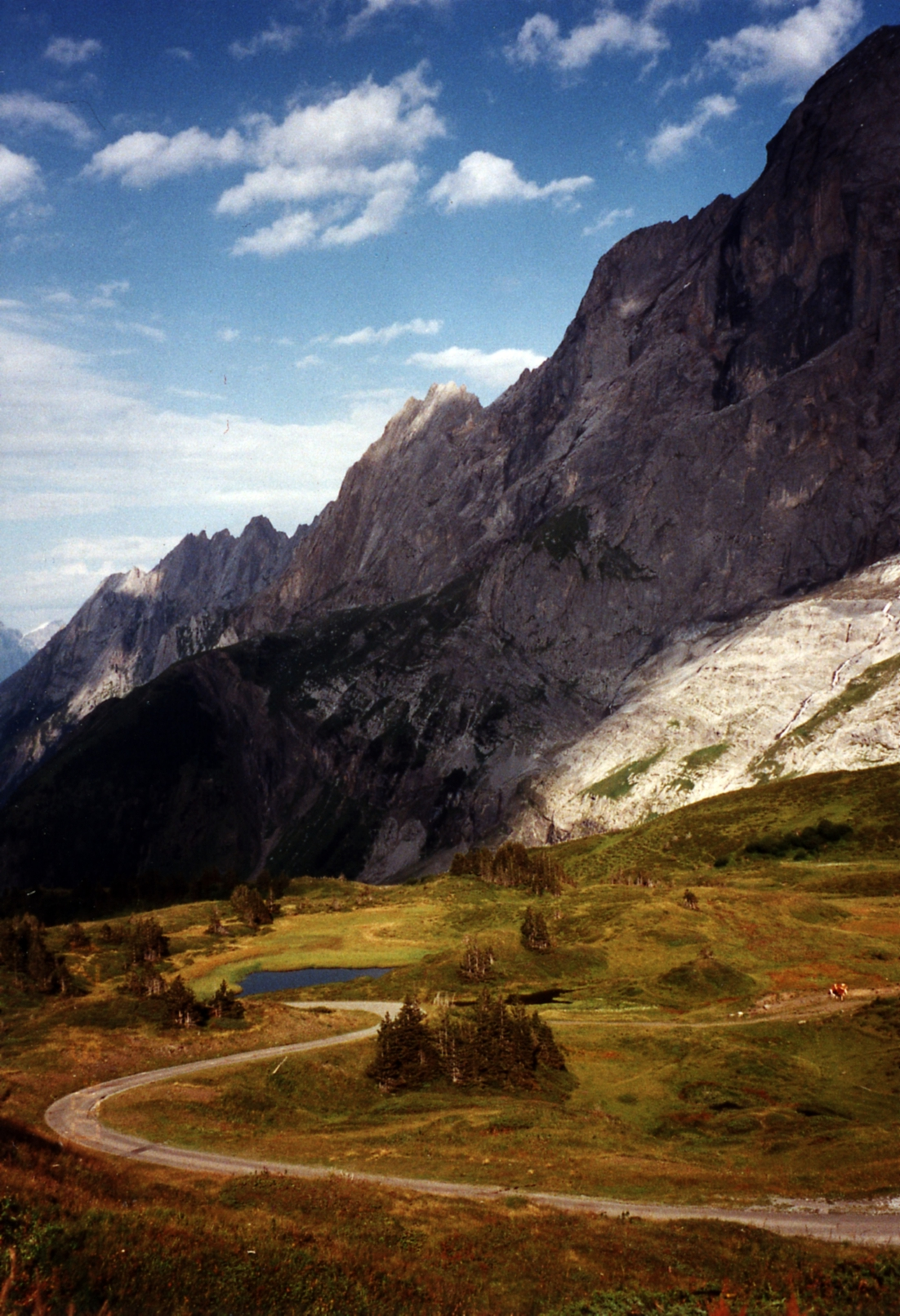
Grosse Scheidegg
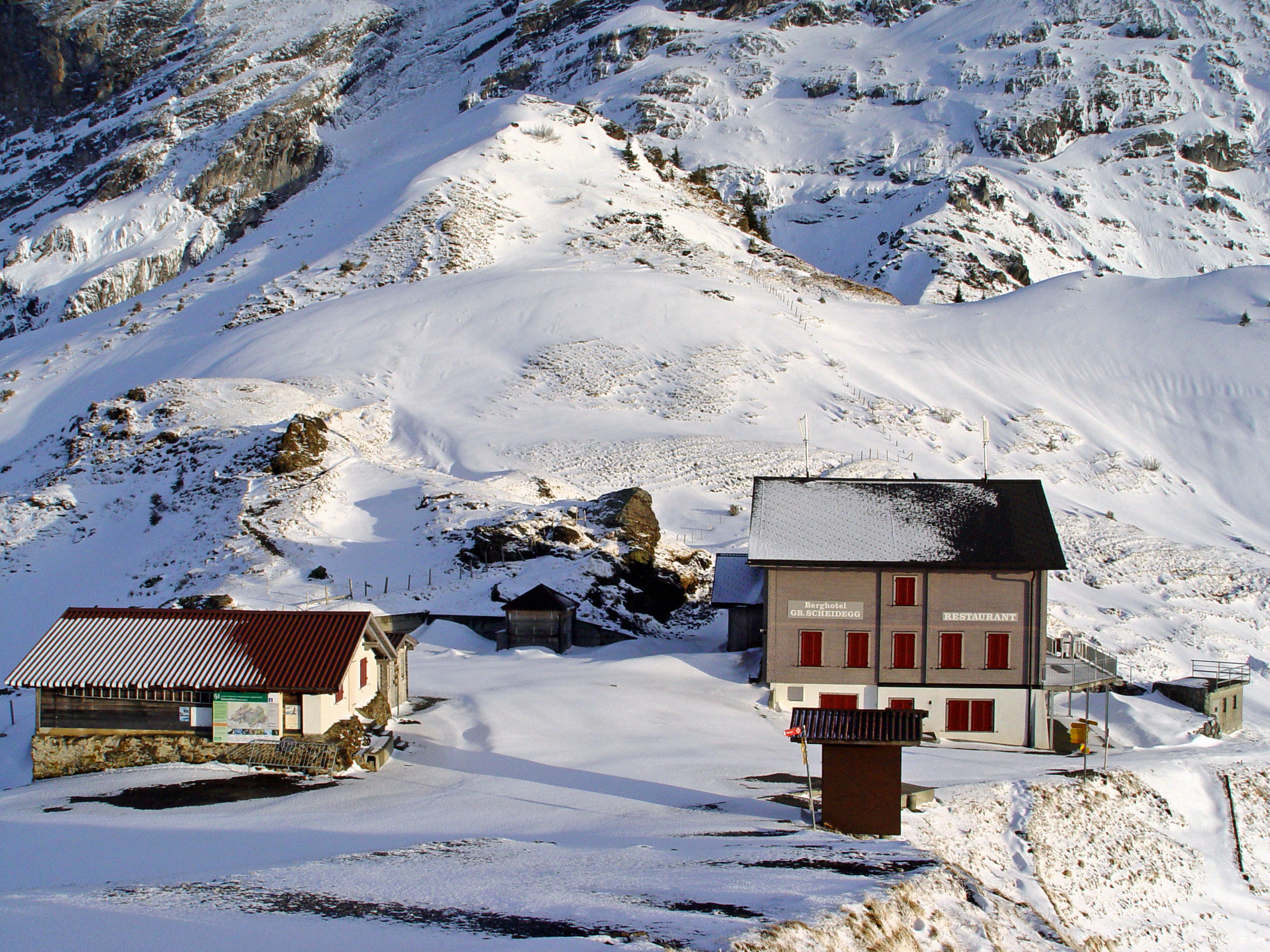
Grosse Scheidegg z blízka (za hotelem)
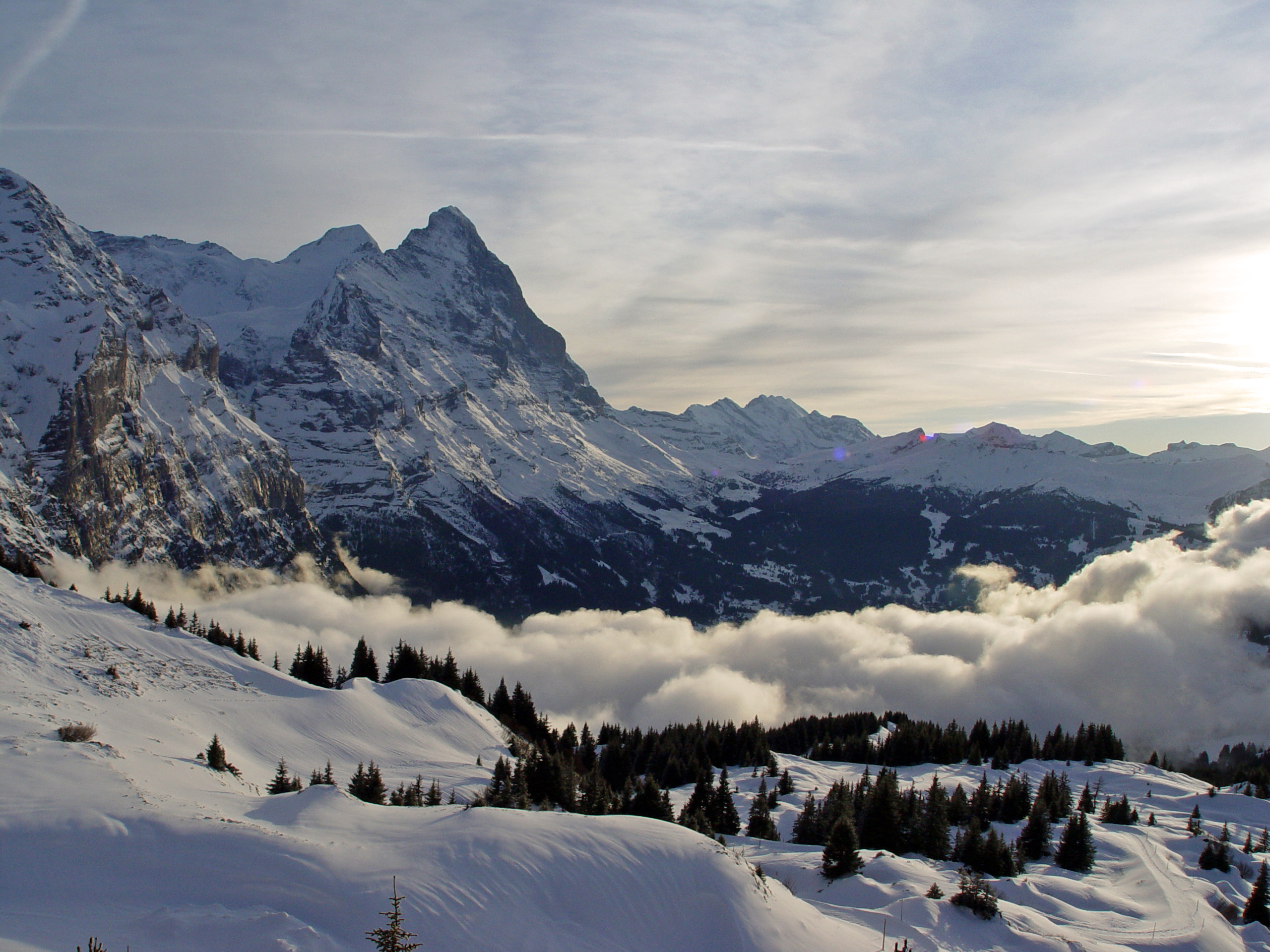
Pohled z Grosse Scheideggu na Eiger a Grindelwald